# Suore francescane di Little Falls
Le Suore Francescane di Little Falls (in inglese Franciscan Sisters of Little Falls) sono un istituto religioso femminile di diritto pontificio: le suore di questa congregazione pospongono al loro nome la sigla O.S.F.

## Storia
Le origini della congregazione risalgono a quella delle francescane dell'Immacolata Concezione, fondata nel 1872 a Belle Prairie da Elizabeth Hayes.
Nel 1881 la fondatrice si stabilì a Roma trasferendovi la casa generalizia del suo istituto: il 10 ottobre 1890, con il permesso della congregazione di Propaganda fide, le comunità americane si resero autonome dall'istituto della Hayes e furono erette in congregazione di diritto diocesano da Otto Zardetti, vescovo di Saint Cloud.
La casa madre fu stabilita a Little Falls, in Minnesota. La congregazione, aggregata all'ordine dei frati minori dal 16 dicembre 1904, ottenne il pontificio decreto di lode il 18 novembre 1964.

## Attività e diffusione
Le suore si dedicano all'istruzione della gioventù, alla catechesi e al lavoro nelle missioni.
Oltre che negli Stati Uniti d'America, le suore sono presenti in Ecuador, Messico e Nicaragua; la sede generalizia è a Little Falls, in Minnesota.
Alla fine del 2011 la congregazione contava 159 religiose in 29 case.